# Neuenschleuser Wettern
El Neuenschleuser Wettern (en baix alemany Neenslüüser Wettern) és un rec de desguàs que desemboca a l'Elba al nucli de Borstel del municipi de Jork a Alemanya. Neix al sud de Borstel, avall del Geest a l'estat de Baixa Saxònia i desemboca via un antic priel a l'Elba a Borstel de l'estat d'Hamburg.
El curs del riu que desemboca al priel utilitzat per a fer el Port de Neuenschleuse va continuar canviant-se durant la seva història. A la vall llarga de l'Elba original, entre els dos geests, el procés lent d'al·luvió i d'erosió i esdeveniments dràmatics com marejades fortes i la intervenció de l'home el fan difícil determinar en quina mesura és un riu, i en quina mesura és canal tant com és difícil determinar que és afluent i que és rec de desguàs, a una zona rural de pòlders del qual els recs i canals formen 18% de la superfície, la proporció maximal de tots els pòlders de Baixa Saxònia.
El 1972, l'antic port, principalment destinat al transport de fruita va ser tancat nel marc d'obra de protecció contra les aigüades. Un port esportiu nou va construir-se fora del dic nou.

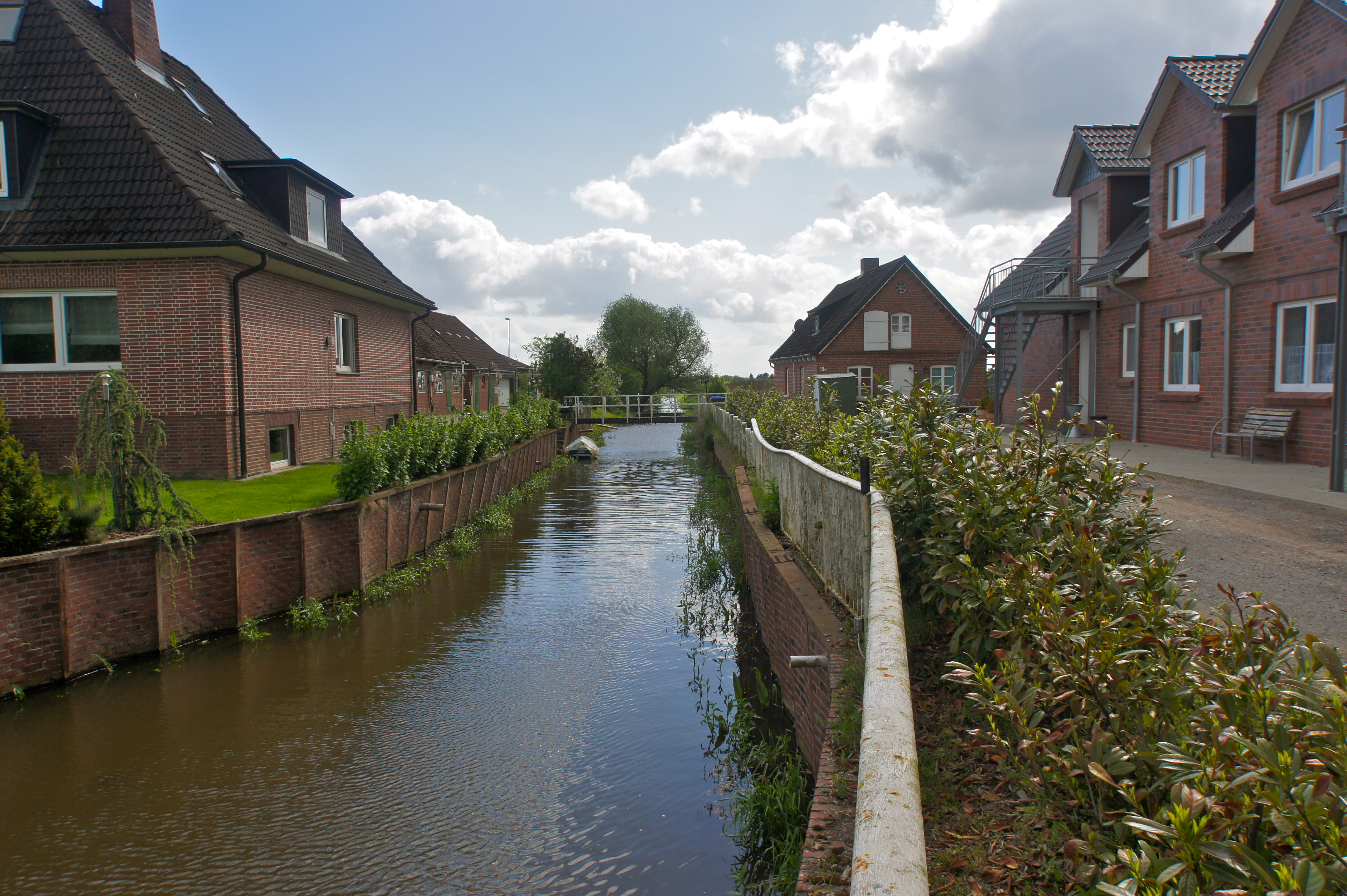
Masos de fruticultors al marge del Wettern
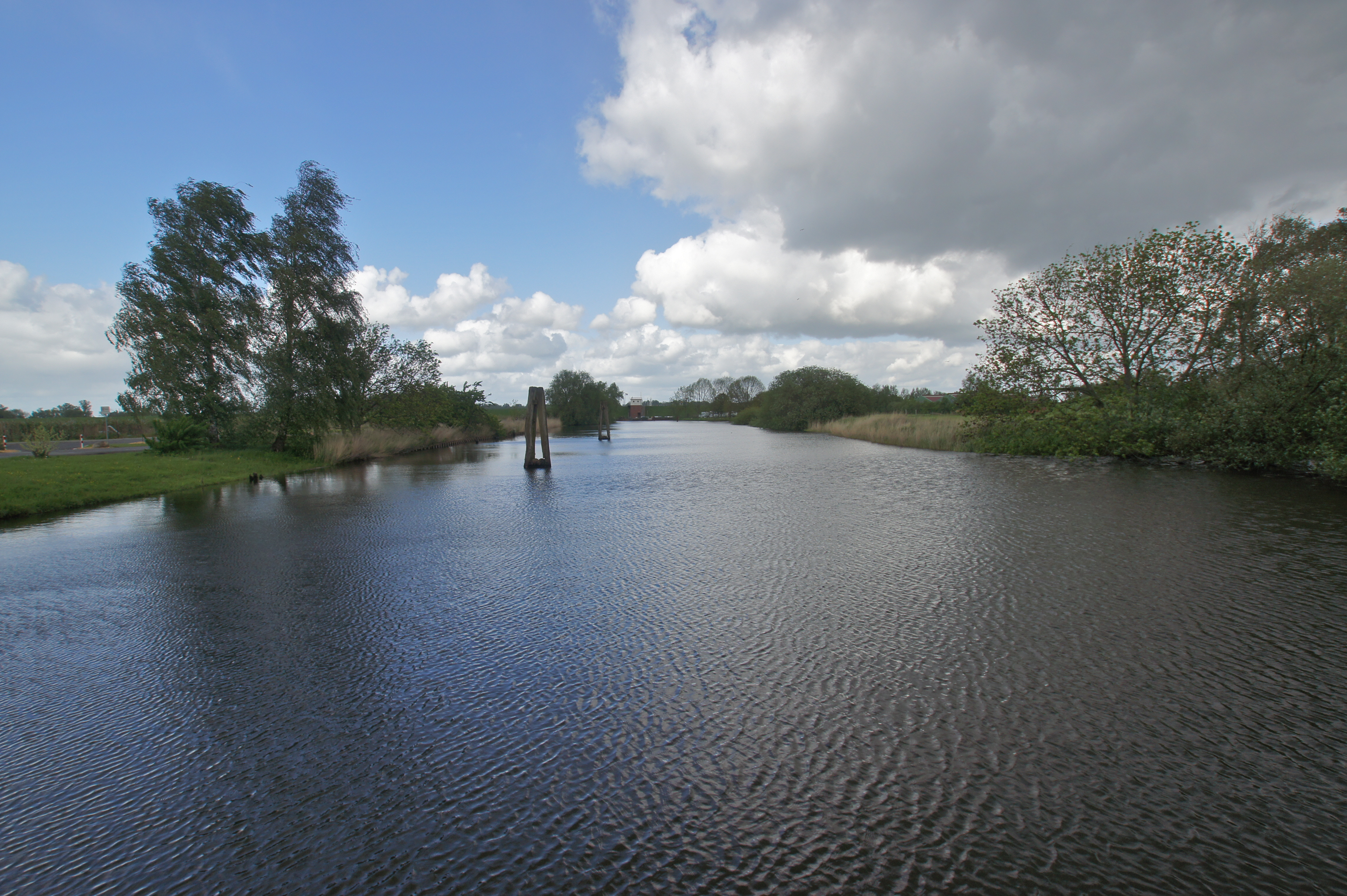
L'antic port
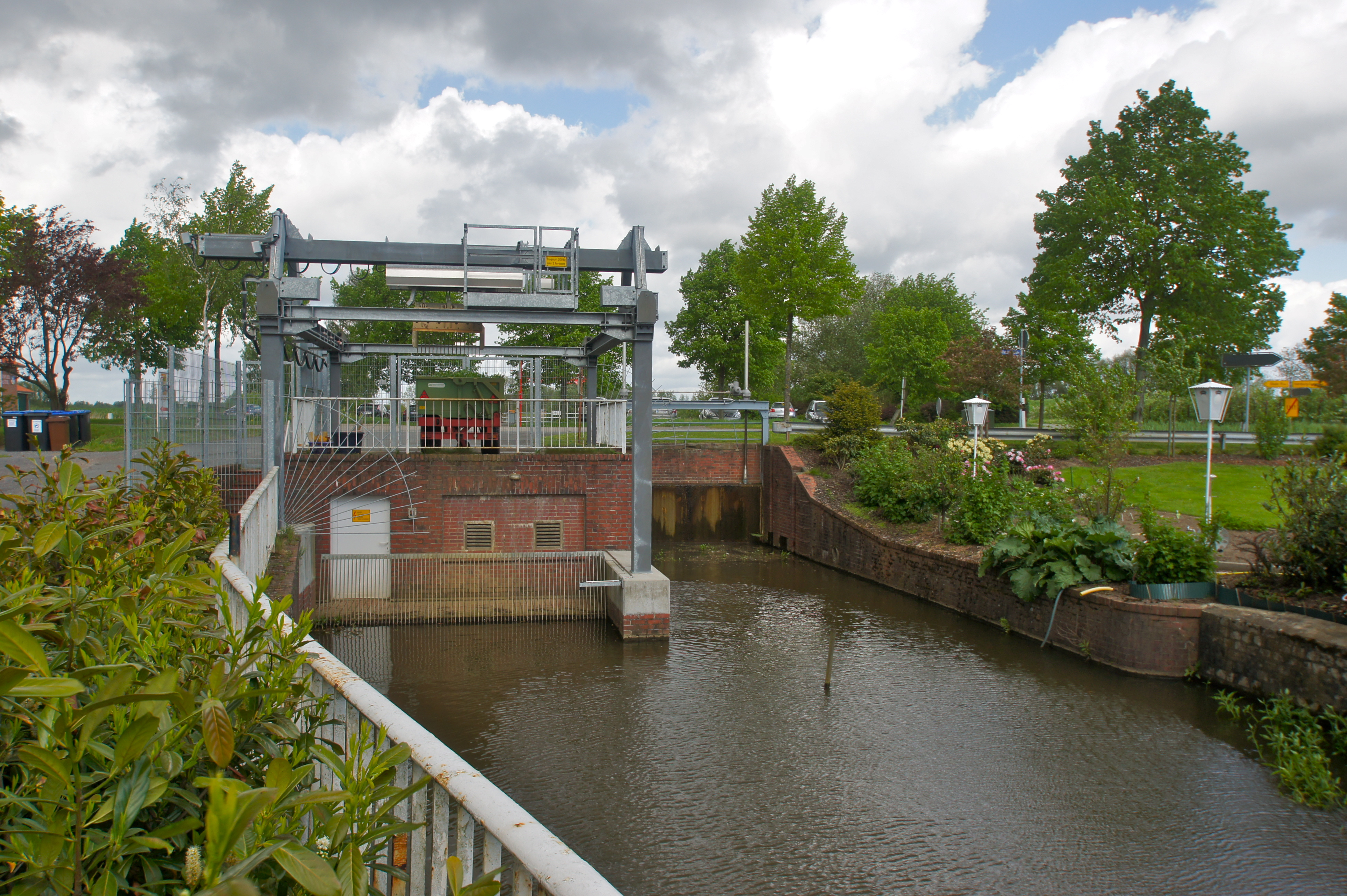
Resclosa de desguàs